# Hatta Club
O Hatta Club é um clube de futebol e sua sede fica em Dubai. A equipe compete no UAE Pro-League.

## História
Fundado em 1981. É mais conhecido por seu time de futebol profissional, que atualmente joga na UAE Pro-League.

## Títulos
- UAE Pro-League

 Campeões (1): 2015–16